# 61e régiment d’infanterie

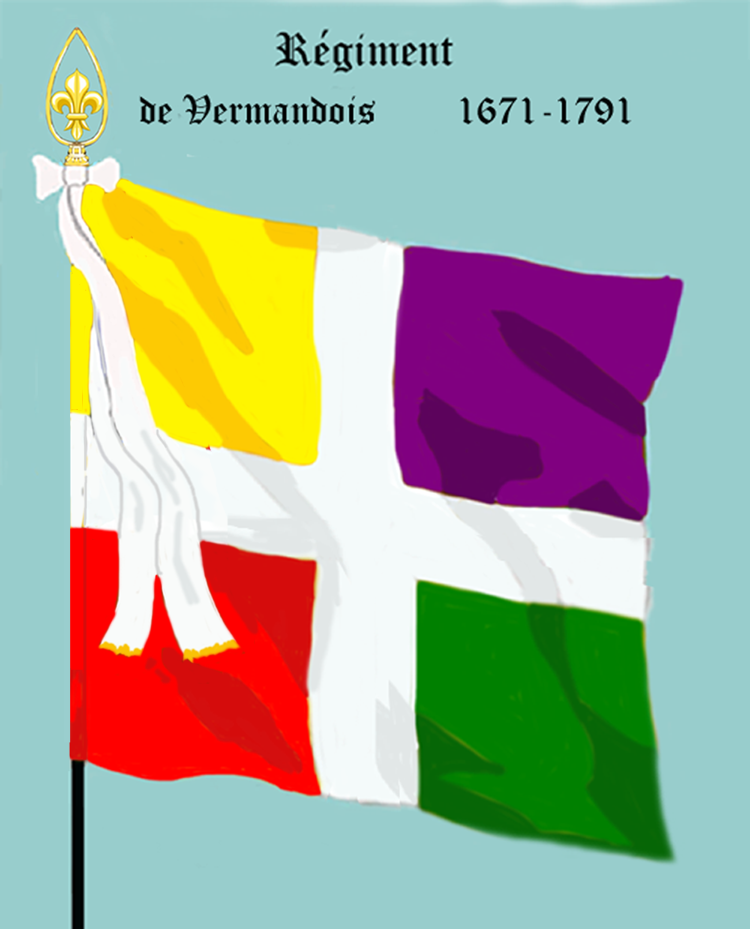
Regimentsfahne 1671 bis 1791

Das 61e régiment d’infanterie war ein Verband der französischen Infanterie. Das Regiment zeichnete sich seit seiner Aufstellung in allen Kriegen mit französischer Beteiligung bis zum Ersten Weltkrieg aus. Es existiert heute nicht mehr.
Vor der Einführung der Nummerierung der Regimenter am 1. Januar 1791 führte es in der königlich französischen Armee zuletzt den Namen Régiment de Vermandois.

## Aufstellung und signifikante Änderungen
- 24. Dezember 1669: Aufstellung als „Régiment de l’Amiral de France“ und Zuweisung als Seesoldateneinheit zur Flotte in der Levante
- nach März 1671: Überstellung zu den Landstreitkräften und Umbenennung in Régiment de Vermandois (nach Louis de Bourbon, letzter Comte de Vermandois)
- 14. November 1691: Eine Kompanie musste zur Aufstellung des Régiment de Chartres abgegeben werden.
- 1. Januar 1791: Umbenennung in 61e régiment d’infanterie de ligne
- 10. Oktober 1794: Eingliederung des 1. Bataillons in die „121e demi-brigade de bataille“ (Premier amalgame)
- 19. Juni 1795: Das 2. Bataillon wurde in die „122e demi-brigade de bataille“ eingegliedert.
- 1793: Als späterer Nachfolgeverband aus der Deuxième amalgame wurden die „24e demi-brigade de bataille“, bestehend aus den folgenden Einheiten:

2. Bataillon des 12e régiment d’infanterie
3e bataillon de volontaires de la Somme
10e bataillon de volontaires des réserves et bataillon de volontaires de réquisition de Saint-Omer
und die „138e demi-brigade de bataille“, bestehend aus den folgenden Einheiten:
1. Bataillon des 31e régiment d’infanterie
1er bataillon de volontaires du Morbihan
8e bataillon de volontaires de la Manche
zur 61e demi-brigade d’infanterie de ligne zusammengefügt.
- 1803: Die „61e demi-brigade d’infanterie de ligne“ wurde in 61e régiment d’infanterie de ligne umbenannt.
- 1914: Bei der Mobilmachung wurde das Reserveregiment, das „261e régiment d’infanterie“, aufgestellt
- 11. Juni 1919: Auflösung
- 1939: Wiederaufstellung aus Anlass der drohenden Kriegsgefahr
- Juni 1940: Auflösung nach der Niederlage Frankreichs und dem Waffenstillstand von Compiègne (1940)
- 1954: Wiederaufstellung zum Einsatz im Algerienkrieg
- 1962: Auflösung nach Beendigung des Algerienkrieges

## Uniformierung im Ancien Régime

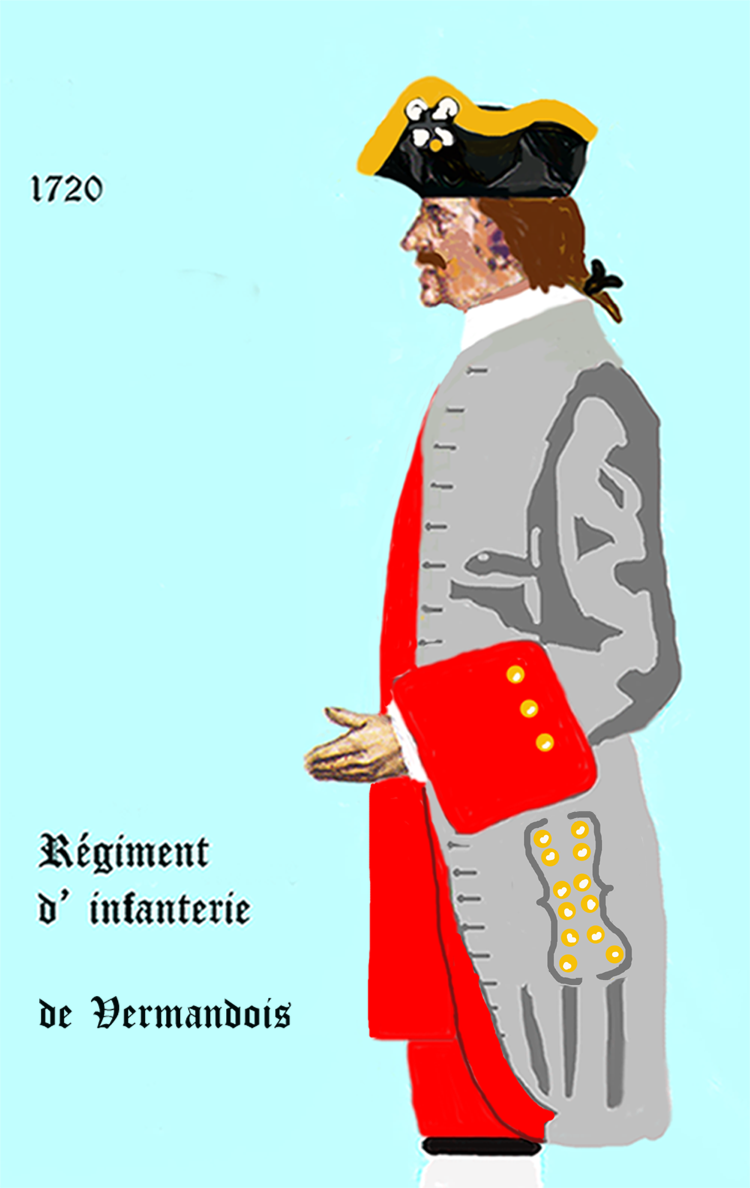
1720 bis 1734
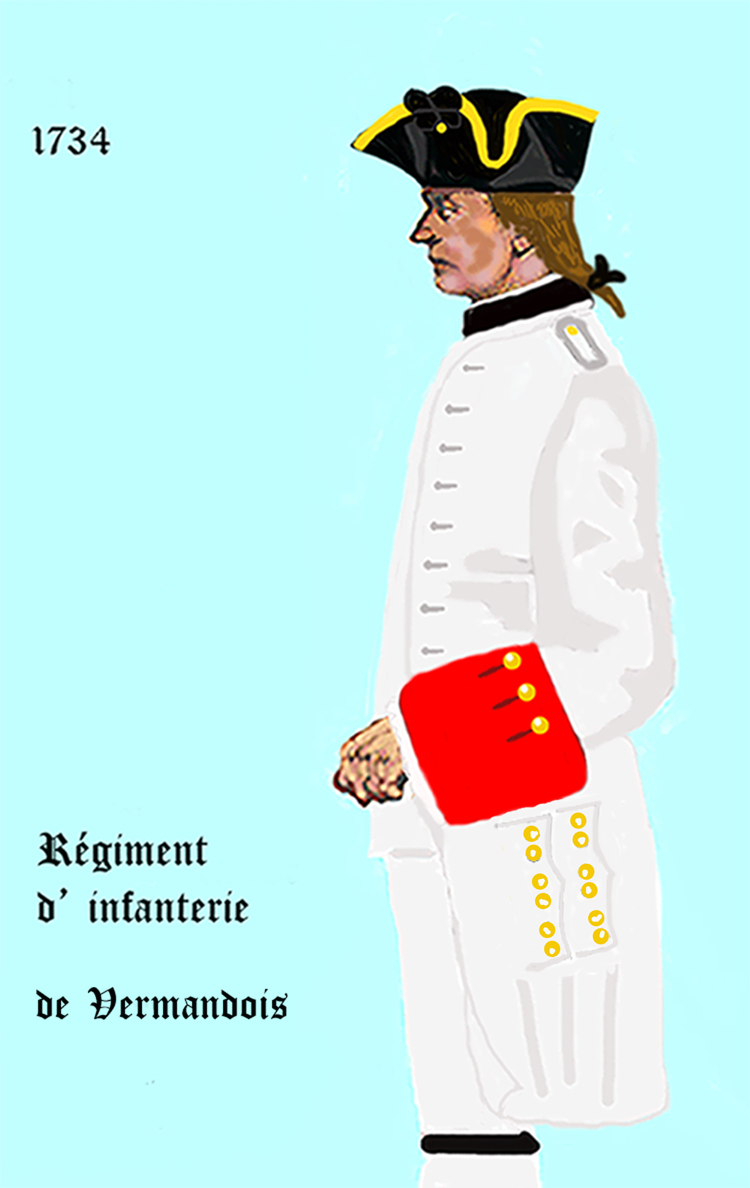
1734 bis 1762
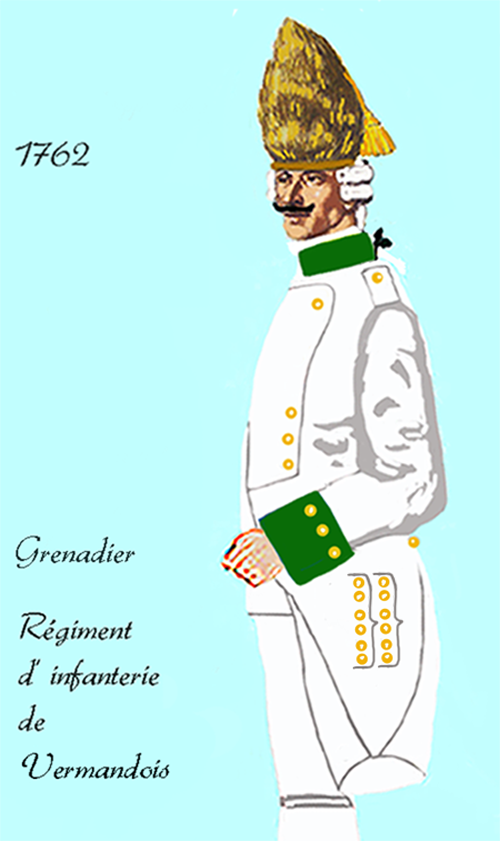
1762 bis 1767
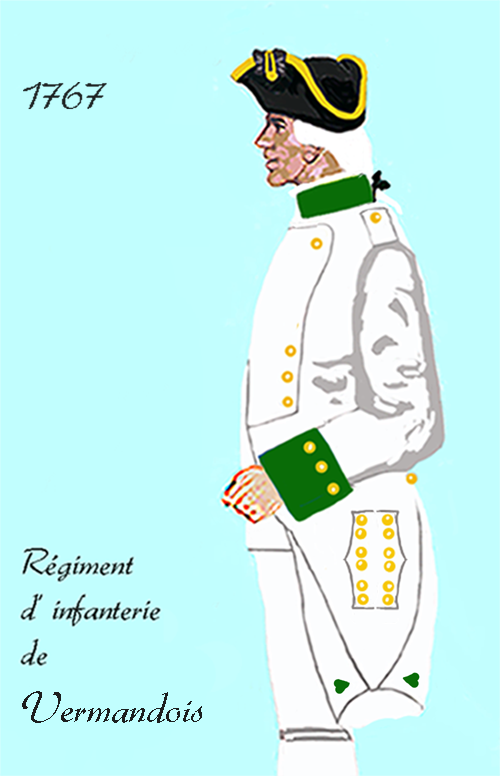
1767 bis 1776
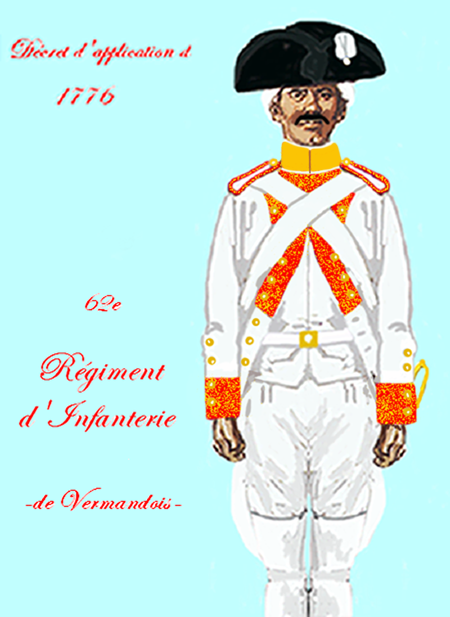
1776 bis 1779
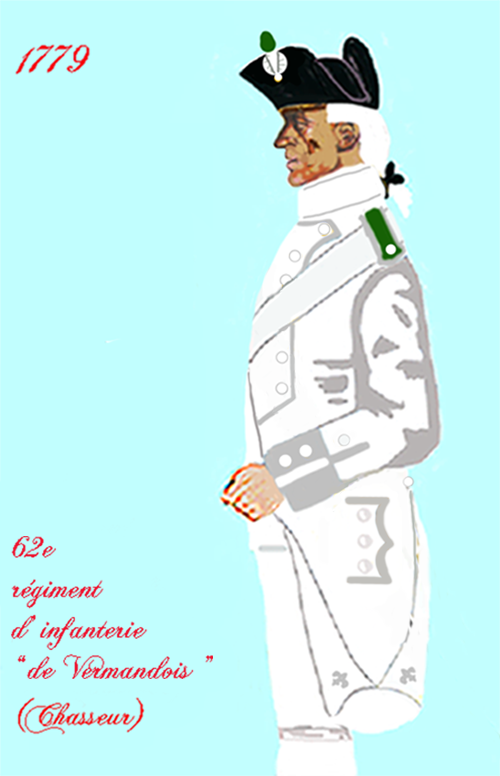
1779 bis 1791
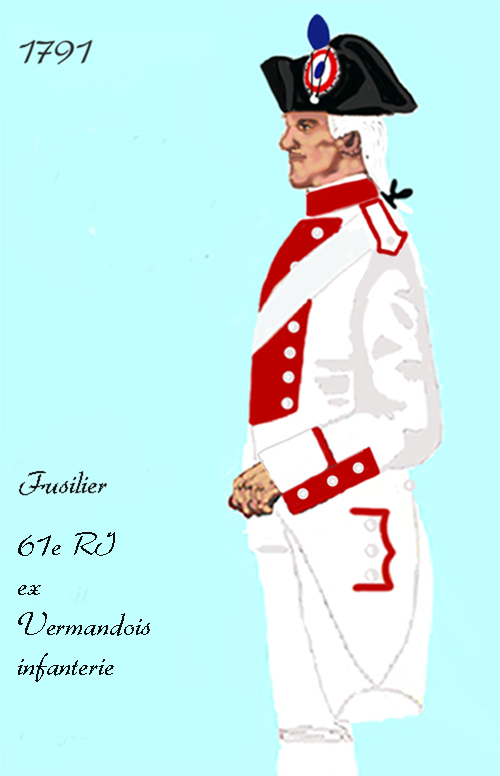
61e régiment d’infanterie de ligne 1791 bis 1792
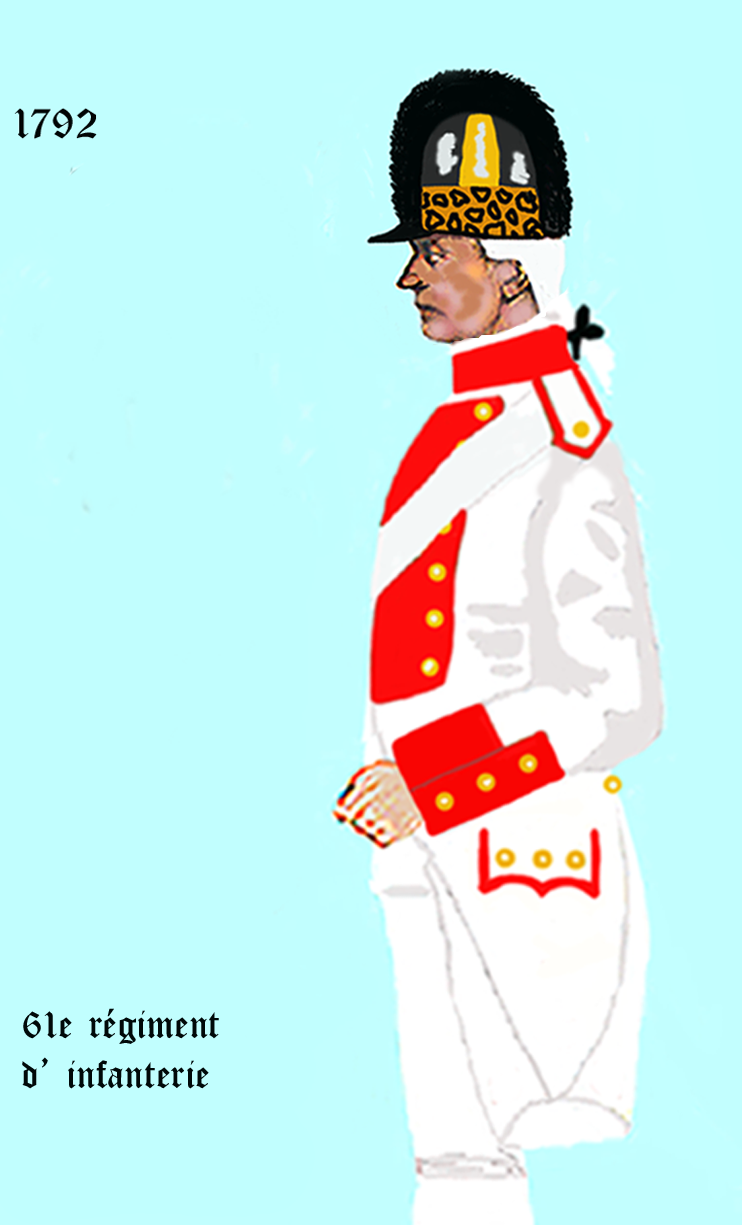
61e régiment d’infanterie de ligne 1792 bis 1795

## Mestres de camp/Colonels
Mestre de camp war von 1569 bis 1661 und von 1730 bis 1780 die Rangbezeichnung für den Regimentsinhaber und/oder für den mit der Führung des Regiments beauftragten Offizier. Die Bezeichnung „Colonel“ wurde von 1721 bis 1730, von 1791 bis 1793 und ab 1803 geführt. 
Nach 1791 gab es keine Regimentsinhaber mehr.
Sollte es sich bei dem Mestre de camp/Colonel um eine Person des Hochadels handeln, die an der Führung des Regiments kein Interesse hatte (wie z. B. der König oder die Königin), so wurde das Kommando dem „Mestre de camp lieutenant“ (oder „Mestre de camp en second“) respektive dem „Colonel-lieutenant“ oder „Colonel en second“ überlassen. 
- 24. Dezember 1669: Charles de Goyon de Matignon, comte de Gacé
- 1. November 1674: Charles Auguste de Goyon de Matignon, comte de Gacé
- 29. März 1689: de Seiglières-Belleforière, marquis de Soyecourt
- 16. Juli 1690: Armand de Béthune, marquis de Charost
- 5. Mai 1696: Antoine de La Vove, marquis de Tourouvre
- Januar 1705: de La Vove, chevalier de Tourouvre
- 27. Juli 1709: François-Lazare Thomassin, marquis de Saint-Paul
- 26. August 1733: Louis Antoine, comte de l’Esparre de Gramont
- 10. März 1734: Louis Marie Bretagne Dominique de Rohan-Chabot, duc de Rohan
- 16. April 1738: Colonel Armand Henri, marquis de Clermont-Gallerande
- 21. Februar 1740: Colonel de Froulay, chevalier de Tessé
- 16. April 1743: Colonel Pierre François, marquis de Rougé
- 1. Februar 1749: Colonel César-Jean-Baptiste de Valence-Combes, marquis de Thimbrune
- 5. Juni 1763: Colonel Anne-Joseph-Hippolyte de Maurès de Malartic, comte de Malartic
- 13. April 1780: Colonel Pons Simon de Pierre, vicomte de Bernis
- 10. März 1788: Colonel Jean François Béranger, vicomte de Thézan
- 1791: Colonel Jean-François-Beranger de Thézan
- 5. Februar 1792: Colonel Jean-Joseph Christophe de Bazelaire
- 23. März 1792: Colonel Claude-Louis de Chartongne

(…)
- 1805: Colonel Jean Nicolas
- 1806: Colonel Jean-Charles Faure
- 1807: Colonel Charles Bouge
- 1813: Colonel Antoine Pailhes
- 1813: Colonel Jacques Ricard
- 1814: Colonel Charles Bouge
- 1840: Colonel Josse
- 1843: Colonel Herbillon
- 1874 bis 1879: Colonel François Pittié

### Während der Koalitionskriege gefallene oder verwundete Colonels
14. Oktober 1806: Colonel Nicolas, verwundet
8. Februar 1807: Colonel Faure, an seinen Verwundungen verstorben
17. Februar 1814: Colonel Ricard, verwundet

### Zwischen 1804 und 1815 gefallene oder verwundete Offiziere
gefallen: 34
an ihren Verwundungen verstorben: 19
verwundet: 142

## Gefechtskalender
König Ludwig XIV. ernannte 1669 seinen unehelichen Sohn Louis de Bourbon, comte de Vermandois, zum Amiral de France, womit dieser automatisch zum Regimentsinhaber der Seesoldateneinheit „Régiment de l’Amiral“ wurde. Im August 1670 stellte das Regiment ein Détachement, das mit der Flotte von Abraham Duquesne nach den Kanaren und nach Cap Verde fuhr. Im März 1671 zurück in Brest, wurde die Einheit von der Marine zum Heer überstellt und erhielt den Namen „Régiment de Vermandois“, den es bis 1791 führen sollte.

### Im Holländischen Krieg 1671 bis 1678
Zur „Holländischen Armee“ abgestellt, verbrachte die Einheit den Winter in Guise. 1672 erfolgte die Teilnahme an der Belagerung von Orsoy und von Rheinberg, danach die Einnahmen von Doesburg, Deventer und Utrecht. Nach der Beendigung des Feldzuges wurde das Regiment in Kampen garnisoniert, das es im Juni 1763 zur Belagerung von Maastricht verließ. Nach der Einnahme der Stadt wurde die Einheit nach Bonn befohlen, wo es an der vergeblichen Verteidigung der Stadt gegen die Truppen von Raimondo Montecuccoli teilnahm. Dabei konnten drei Generalangriffe abgewiesen werden, die Garnison musste dann aber doch ehrenvoll kapitulieren.
- 1674: Schlacht bei Seneffe. Der Regimentskommandant wurde in der Schlacht getötet und durch seinen Bruder ersetzt. Danach wurde „Vermandois“ zur Verstärkung der Armee von Turenne abgestellt, Beteiligung in der Schlacht bei Enzheim und dem Gefecht Mühlhausen.
- 1675: Am 5. Januar Schlacht bei Türkheim. Dann Verfolgungskämpfe mit den aus Colmar abziehenden kaiserlichen Truppen. Anschließend Verlegung nach den Spanischen Niederlanden zur Armee von Maréchal François de Créquy. Teilnahme an der Belagerung von Dinant, Huy und Limbourg. Den Winter verbrachte das Regiment in Charleroi.
- 1676: Teilnahme an den Belagerungen von Condé, Bouchain, Aire-sur-la-Lys und Maastricht. Feldzug am Rhein. Der Winter wurde in Metz verbracht.
- 1677: Feldzug im Elsass und in Deutschland, Gefecht bei Kokersberg, Belagerung von Freiburg
- 1678: Nach Flandern abkommandiert, nahm es an den Belagerungen von Gent und von Ypern teil. Im Juni wurde die Armee von Maréchal Créquy zunächst nach dem Camp de Nomény verlegt, zog von hier aus nach Nancy und Pont-à-Mousson und von dort aus in das Kurfürstentum Brandenburg. Winterquartiere wurden in Soest belegt.

### Nordischer Krieg (1674–1679)
- 26. Juni 1679: Gefecht bei Minden

### Reunionskrieg
- 1684: Bei der Belagerung von Luxemburg verlor das Regiment am 19. Mai über 20 Grenadiere, der Colonel de Gacé und sieben Offiziere wurden verwundet.

### Pfälzischer Erbfolgekrieg
- 1688: Belagerung von Philippsburg
- 1690: Schlacht bei Fleurus; der Colonel de Soyecourt fiel, der Lieutenant-colonel La Ferrière und 13 Offiziere wurden verwundet.
- 1691: Belagerung von Mons, der Lieutenant-colonel La Ferrière wurde beim Angriff am 6. April erneut verwundet. Das Regiment nahm am Moselfeldzug teil und verbrachte den Winter in Courtrai.
- 1692: „Vermandois“ war bei der Einnahme von Namur, in der Schlacht bei Steenkerke und bei der Beschießung von Charleroi eingesetzt. Den Winter über lag es in Hautrange (bei Ath) in Garnison.

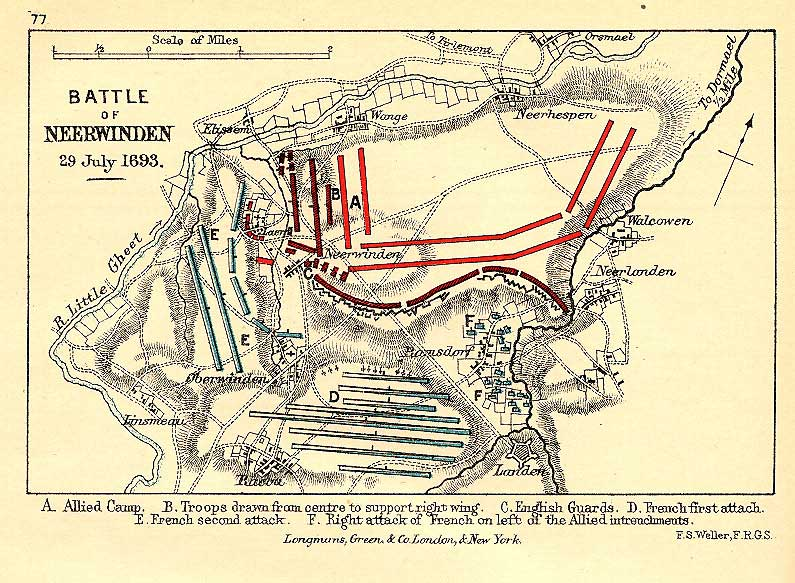
Schlacht bei Neerwinden

- 1693: In der Schlacht bei Neerwinden erlangte das Regiment Verdienste im dritten und letzten Angriff auf das Dorf. Bei der Belagerung von Charleroi wurde der Colonel Charost verwundet.
- 1695: bei der Beschießung von Brüssel eingesetzt
- 1697: Teilnahme an der Belagerung von Ath, bei der die Grenadiere eine Demi-lune erobern konnten, was am nächsten Tag zur Kapitulation der Garnison führte
- 1698: im Camp de Compiègne

### Spanischer Erbfolgekrieg
- 1701: Besetzung von Namur
- 1702: Abgestellt zur „Armée du Rhin“ (Rheinarmee) unter Maréchal Villars, verließ das Regiment im September Straßburg und zog über Hüningen in die Schlacht bei Friedlingen.
- 1703: Einsatz bei der Belagerung von Kehl. „Vermandois“ konnte sich, zusammen mit dem Régiment de Navarre, beim Angriff am 6. März auszeichnen, als sich die Grenadiere unter Lieutenant-colonel des Arennes in einer Bresche der Umwallung festsetzten. Danach zog das Regiment mit der Armee nach Bayern und nahm am Angriff auf die Befestigung von Hornberg und am Gefecht bei Munderkingen teil. Erste Schlacht bei Höchstädt, Einnahme von Augsburg und Winterquartier in Neuburg an der Donau.
- 1704: Zweite Schlacht bei Höchstädt im Korps von Maréchal Ferdinand de Marsin. Danach kehrte das stark dezimierte Regiment nach Frankreich zurück und wurde in die Festung Landau geschickt, wo es zusammen mit den Regimentern de Toulouse, d’Angoumois, Beaufermé, Hessy-Suisse, de Ponthieu, d’Agenois, Savigny und Castelet (zusammen 12 Bataillone) an der erfolglosen Verteidigung teilnahm. Nach der Kapitulation am 24. November zog „Vermandois“ nach Straßburg ab.
- 1705: Der Lieutenant-colonel de Nocey nahm mit 300 Mann das Schloss von Wœrth ein und brannte es nieder. Im Gefecht bei Lauterbourg zählte der Major[2] des Regiments zu den Gefallenen.
- 1706: Besetzung von Rheinzabern; Teilnahme am Entsatz von Fort-Louis und Einnahme von Drusenheim. Am 2. Juli, nachdem die kaiserlichen Truppen wieder den Rhein überquert hatten, wurde „Vermandois“ nach Lauterbourg geworfen und nahm dann an einem Marsch zur „Île de Marquisat“ teil, einer ehemaligen Rheininsel, auf der sich ein Befestigungswerk befand. Die Insel ist seit der Rheinbegradigung verschwunden, die Festung existiert ebenfalls nicht mehr.
- 1707: Feldzug mit Maréchal Villars nach Schwaben und nach Franken
- 1709: in der Dauphiné
- 1710 bis 1712: Ende 1710 wurde das Regiment nach Katalonien verlegt, wo es unter dem Kommando von Maréchal Anne-Jules de Noailles an der Belagerung von Girone teilnahm. Während der nächsten beiden Feldzüge blieb es in den Alpen.
- 1713: in diesem Jahr Rückkehr auf den Kriegsschauplatz am Rhein mit der Einnahme von Landau und Freiburg
- 1715: Nach dem Ende des Krieges bestand das Regiment nur noch aus einem Bataillon.

### Polnischer Thronfolgekrieg
Während des Krieges operierte „Vermandois“ am Rhein. Es nahm am Gefecht bei Ettlingen, an der Belagerung von Philippsburg und dem Gefecht bei Klausen teil. 1736 war das Regiment auf der Belle-Îsle-en-Mer stationiert.

### Österreichischer Erbfolgekrieg
- 1741 bis 1742: „Vermandois“ war der „Armée de Westphalie“ (Westfalenarmee) zugeteilt und blieb bis Juni in Paderborn, um dann mit dem Régiment de Limousin eine Brigade zu bilden und am Winterfeldzug nach Bayern und Böhmen teilzunehmen. Einnahme von Elbogen, Kaaden und Eger. Danach Marsch zum Entsatz von Braunau am Inn sowie zur Verteidigung von Landau an der Isar und Deggendorf. Winterquartier wurde in Amberg bezogen.
- 1743: Nach der Verteidigung von Dingolfing erfolgte im Juli die Rückkehr nach Frankreich, wobei eine Abteilung in Ingolstadt zurückgelassen wurde, die erst im Oktober nachfolgte. Die Winterquartiere wurden in Saarlouis bezogen.
- 1744: „Vermandois“ wurde der „Armée de la Moselle“ zugeteilt, wo es bei Zabern zur Niederlage des kaiserlichen Generals Nádasdy beitrug. Es erfolgte der Einsatz im Scharmützel bei Suffelsheim und der bemerkenswerte Angriff auf den gedeckten Weg des befestigten Freiburg. Nach der Einnahme der Stadt wurde die Einheit zur „Armée du Bas Rhin“ (Niederrhein-Armee) abkommandiert
- 1746: Einsatz in Flandern unter dem Kommando von Maréchal d’Estrées mit der Beteiligung an den Belagerungen von Mons, Saint-Ghislain und Charleroi sowie der Schlacht bei Roucourt. Das 2. Bataillon wurde am 27. Oktober wieder aufgestellt.
- 1747: Im April löste das Regiment die Arquebusier de Grassin in Namur ab und stieß im Juni zur Armee im Camp Tirlemont. Teilnahme an der Schlacht bei Lauffeldt. Den Winter über lag das Regiment dann in Antwerpen.
- 1748: Als Begleitschutz für einen Munitionskonvoi nach Bergen-op-Zoom eingesetzt, wurde die Einheit unterwegs von überlegenen Kräften angegriffen. Alle Attacken konnten jedoch abgewiesen und der Bestimmungsort in guter Ordnung erreicht werden. Zusammen mit dem Régiment de Champagne war „Vermandois“ dann bei der Belagerung von Maastricht im Einsatz. Das 2. Bataillon wurde am 15. November aufgelöst.

### Zwischenkriegszeit
- 1749: Am 10. März wurde das 2. Bataillon wieder aufgestellt, dazu wurden die Reste des aufgelösten Régiment de Vexin eingegliedert.
- 1753: Das Regiment lag im Lager bei Saarlouis in Garnison.

### Siebenjähriger Krieg
- 1756: „Vermandois“ kam unter dem Kommando von Richelieu im April auf Menorca an und konnte sich am 27. Juni bei der gewaltsamen Einnahme von Fort Saint-Philippe de Mahon auszeichnen. Der Capitaine Kerjean und der Lieutenant de Charmont fielen dabei. Bis zum Kriegsende blieb die Einheit auf Menorca stationiert.

### Zwischenkriegszeit
Nach der Rückkehr nach Frankreich wurde der Einheit zunächst Rochefort als Garnison zugewiesen, im Mai 1763 verlegte sie nach Blaye und Bordeaux. Im April 1764 kam das Regiment zurück nach Rochefort, im August ging es 1765 nach Brest und wurde dort im Oktober 1767 nach den Antillen verschifft.
Nach der erfolgreichen Okkupation von Guadeloupe, Martinique und Saint-Domingue verließ das Regiment die Kolonien und traf am 28. November 1769 wieder in Brest ein. Es folgte ein ständiger Wechsel der Garnisonen: nach Metz im November 1770, nach Gravelines im Oktober 1772, nach La Rochelle im Mai 1773, nach der Île de Ré im März 1774, nach La Rochelle im Juli 1775, nach Perpignan im Mai 1776, nach Béziers im Oktober 1776, nach Montpellier im September 1777, nach Marseille im April 1778 und nach Korsika im Oktober des gleichen Jahres. Dort blieb es bis 1784. Dann wurde es auf das Festland zurückbeordert und kam am 10. Mai 1784 in Toulon an. Zunächst nach Montpellier und Béziers kommandiert, kam es im April 1788 nach Perpignan – dort blieb es bis zum Ausbruch der Revolution.
- 1790: Von der Assemblée nationale wurde das Regiment gelobt, da es sich bei der Niederschlagung des Aufruhrs vom 10. und 11. Mai 1790 verdient gemacht hatte. Nach den Auseinandersetzungen mit dem vom königstreuen André Boniface Louis Riquetti de Mirabeau kommandierten Régiment d’infanterie de Touraine stellte „Vermandois“ eine Abordnung von 200 Mann, um das Haus zu bewachen, in dem die Fahnen von „Touraine“ aufbewahrt wurden.

Am 5. Dezember stand das Regiment in Perpignan einem Aufruhr gegenüber, in dem es die Oberhand behielt.
- 1791: Am 1. Juni erfolgte die Verlegung nach Béziers.

### Kriege der Revolution und des Ersten Kaiserreichs
- 1792: Das 1. Bataillon wurde nach Gap kommandiert, das 2. Bataillon ging zurück nach Perpignan.

Das 1. Bataillon war dann unter dem Kommando der Generäle Anselme
und Brunet an der Eroberung der Grafschaft Nizza beteiligt. Hier zeichnete es sich im Gefecht bei Sospello aus. Bald darauf wurde es nach Korsika verlegt, wo es gegen die Banden von Pasquale Paoli und auch gegen die Engländer kämpfte. Nach der Rückkehr aus Korsika wurde es in Toulon stationiert und am 10. Oktober 1794 in die „121e demi-brigade de bataille“ eingegliedert.
Das 2. Bataillon war 1793 bei der „Armée des Pyrénées Orientales“ eingesetzt. Hier zeichnete es sich am 31. August im Scharmützel bei Cornélia aus. Am 22. September war es in der Schlacht bei Truillas eingesetzt und wurde am 19. Juni 1795 in die „122e demi brigade de bataille“ eingegliedert.
1804 wurde die „61e demi-brigade d’infanterie“ – die mit dem vormaligen Régiment de Vermandois nichts zu tun hatte – in 61e régiment d’infanterie umbenannt.
- 1805: in Dachau, Mühldorf am Inn, Lambach, Schlacht bei Austerlitz
- 1806: Schlacht bei Auerstedt
- 1807: Schlacht bei Eylau, Ostrolenka, Guttstadt
- 1809: Regensburg, Abensberg und Landshut, Schlacht bei Aspern, Schlacht bei Wagram
- 1812: bei Mohilew und Viasma, Schlacht bei Borodino
- 1813: in Hamburg
- 1814: in Willemsbourg
- 1815: Schlacht bei Ligny, Schlacht bei Waterloo

### 1815 bis 1848
Das Regiment war bei der Eroberung von Algerien eingesetzt.

### 1870 bis 1914
Im Deutsch-Französischen Krieg stellten die acht Kompanien des 2. und 3. Bataillons das „29e régiment de marche“ (29. Marschregiment), das im Département Loiret an den Gefechten bei Chilleurs, Ladon, Boiscommun, Neuville-aux-Bois und Maizières eingesetzt war.

### Erster Weltkrieg

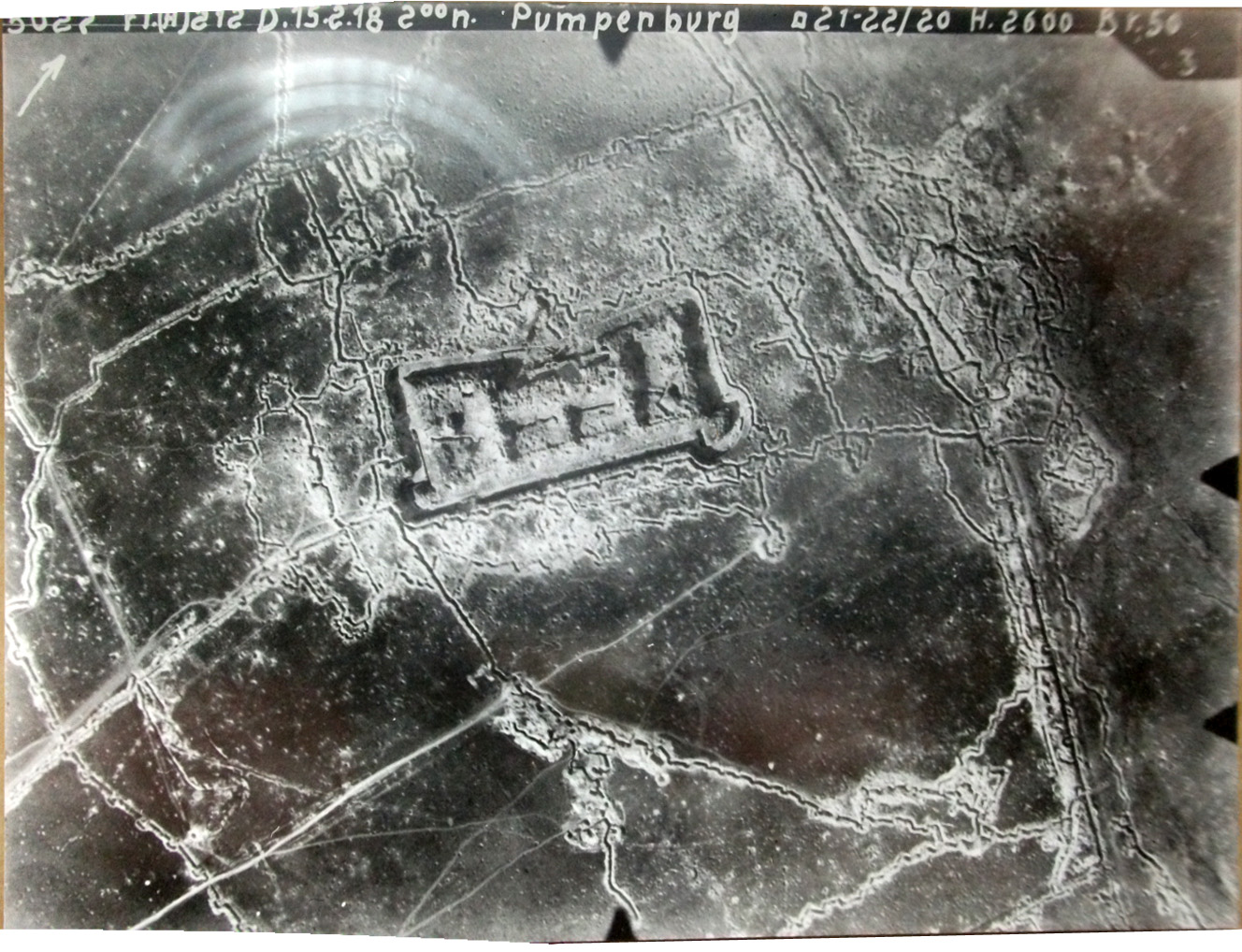
Umfeld von Fort de la Pompelle

Bei Beginn des Ersten Weltkrieges war das Regiment in Aix-en-Provence sowie Privas stationiert und gehörte zur 60. Infanteriebrigade der 30. Infanteriedivision im 15. Armeekorps.
- 1914:

Das Regiment verließ Privas unter dem Kommando von Colonel Leblanc am 6. August und verlegte nach Dieuze. Mit Ausnahme eines Scharmützels der Vorhut am 15. August war es bis zum 19. August in keine Kampfhandlungen verwickelt.
Schlacht bei Mörchingen am 19. und 20. August
Das Regiment griff das auf deutscher Seite der Grenze liegende (Dieuze) an, musste sich aber am nächsten Tag nach erbitterter Gegenwehr wieder zurückziehen. Der Kommandant, Colonel Leblanc, war durch einen Schuss in den Arm verwundet worden.
Angriff auf Mont-sur-Meurthe am 24. August
Schlacht an der Trouée de Charmes. Das von den Deutschen besetzte Mont-sur-Meurthe wurde angegriffen. Nach verbissen geführten Kämpfen gaben die Deutschen das Dorf auf und zogen sich nach Lunéville zurück.
Es folgten Kämpfe bei Maison-Blanche und Audernay in der Region um Bar-le-Duc, wobei die Deutschen bis auf die Linie Avocourt–Montfaucon zurückgedrängt werden konnten. Ab dem 16. September gruben sie sich zwischen Avocourt und dem Bois de Forges ein: der Stellungskrieg hatte begonnen.
Stellungskämpfe bei Avocourt vom 23. bis 25. September
Angriffe auf Avocourt und den Bois de Cheppy. Der Regimentskommandeur, Colonel Capxier, fiel dabei. Es wurde eine Anzahl Gefangener gemacht.
Stellungskämpfe an der Höhe 281 – Malancourt – Béthincourt vom 29. Oktober bis 20. Dezember
- 1915:

Stellungskämpfe an der Höhe 281 – Malancourt – Béthincourt von Januar bis Mai 1915
Stellungskämpfe in der Champagne im Mai 1915
Kämpfe im Sektor Tourbe–Massiges. Als Besatzung im Fort de la Pompelle und in Stellungen im Bois des Zouaves.
Herbstschlacht in der Champagne
Am 28. September stand das Regiment in Angriffsstellungen bei Suippes (Champagne). Am 6. Oktober griff es die Butte de Souain an, wo es in Vernichtungsfeuer der deutschen Artillerie geriet. Es besetzte weiterhin Stellungen bei Souain und Tahure. Dann in Reims wieder aufgefüllt, wurden dem Regiment Stellungen im Norden und Osten von Reims zugewiesen.
- 1916:

Bis April Kämpfe im Sektor von La Pompelle.
Verdun (Juni bis August)
Wieder aufgefüllt zog das Regiment im Juni in die Schlacht um Verdun, wo es am 20. Juni einen Abschnitt bei Louvemont-Côte-du-Poivre besetzte. Am 22. Juni erfolgte ein deutscher Angriff auf den rechten Abschnitt des Regiments, der die Verteidiger zur Aufgabe des 1. und 2. Grabens zwang und sie bis zur Ouvrage de Froideterre zurückwarf. der Am 23. Juni erfolgte durch die 5. und 6. Kompanie und durch zwei Kompanien des „106e bataillon de chasseurs à pied“ ein erfolgreicher Gegenangriff.
Am 2. August wurde dem 3. Bataillon der Befehl erteilt, den Kamm der Côte du Poivre (dt.: Pulverhöhe) mit einem deutschen Beobachtungsposten anzugreifen. Hierbei konnten 800 Meter Gelände gewonnen und eine Anzahl Gefangene gemacht werden.
Am 18. August wurde das Regiment aus der Front herausgezogen, wieder aufgefüllt und von September bis Dezember im Sektor Paissy am Chemin des Dames eingesetzt. Danach erfolgte die Bahnverladung und der Transport nach Toulouse.
Bei der Armée d’Orient (Orientarmee)
Von Dezember 1916 bis Februar 1917 wurde das Regiment in Toulouse für seinen Einsatz im Orient vorbereitet.
- 1917:

Der Stab und das 1. Bataillon verließen Toulouse am 18. Februar 1917 und verlegten nach Italien. Das 2. und 3. Bataillon fuhren am 23. Januar und 3. Februar nach Toulon, um von dort nach Saloniki eingeschifft zu werden.
Ab 10. Juni beim Einmarsch in Thessalien eingesetzt, am 12. Juni Besetzung von Larisa. Am 20. Juni wurde nach Domokos und dann nach Makedonien marschiert.
Das Regiment wurde durch die sehr heißen Tage im Laufe dieser Etappen dezimiert; zahlreiche Fälle von Malaria und Dysenterie traten auf, deren Ursache in der Durchquerung der Sümpfe von Arkilisé zu suchen war.
Im August wurden Stellungen im Sektor Bitola bezogen und bis August 1918 besetzt gehalten.
- 1918:

Vom 14. bis 28. August nahm die Einheit an einer Offensive gegen die bulgarische Front teil. Die Verfolgungskämpfe erstreckten sich bis zum Dorf Bucum-Dolenci.
Einmarsch in Serbien und in Bulgarien
Nach dem Waffenstillstand mit Bulgarien wurde die Division bei Prilep zusammengezogen und wieder aufgefüllt. Am 31. Oktober gelangte das Regiment nach Kjustendil, wo es bis zum 5. November verblieb. Am 8. November erfolgte der Abmarsch nach Roustchouk an der Donau, wo die Brücke kontrolliert wurde.
Am 28. November paradierte das Regiment in Bukarest vor dem rumänischen König.
Noch am 3. Dezember 1918 in die Dobrudscha verlegt, kehrte es 1919 nach Frankreich zurück und wurde dort am 11. Juni aufgelöst.

### Zweiter Weltkrieg
Im Zweiten Weltkrieg kämpfte das Regiment nach dem Beginn des deutschen Westfeldzuges im Rahmen seiner Möglichkeiten. Seine Spur verliert sich nach dem Waffenstillstand im Juni 1940.

### 1954 bis 1962
Teilnahme am Algerienkrieg

## Regimentsfahne
Auf der Rückseite der Regimentsfahne sind (seit Napoleonischer Zeit) in goldenen Lettern die Feldzüge und Schlachten aufgeführt, an denen das Regiment ruhmvoll teilgenommen hat.

Zuletzt geführte Regimentsfahne
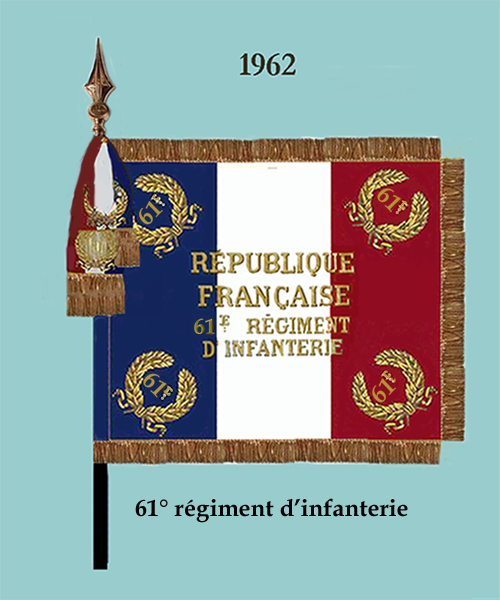
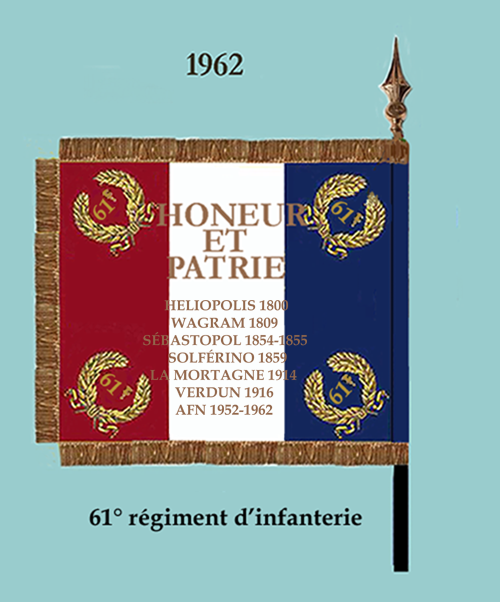

## Auszeichnungen
Das Regiment wurde seit 1914 in keinem Armeebericht lobend erwähnt und hat daher auch keine Auszeichnungen erhalten.